# ジョー・バイデンのウクライナ訪問
ジョー・バイデンのウクライナ訪問（ジョー・バイデンのウクライナほうもん）は、2023年2月20日にアメリカ合衆国大統領ジョー・バイデンがウクライナの首都キーウを訪問した出来事である。ロシアのウクライナ侵攻の勃発以降初めて行われ、安全上の理由から、訪問の計画は到着まで明かされず、3日前に秘密保持を誓約したジャーナリスト2人のみが同行した。
訪問が行われた2月20日はウクライナの天の百人の英雄の記念日（尊厳の革命の犠牲者を追悼する）にあたり、21日にロシア大統領ウラジーミル・プーチンの年次教書演説が行われ、24日に侵攻勃発から丸1年が経過した。訪問は24時間かけて行われ、ほとんどが鉄道による移動に費やされた。キーウにおける会談は5時間ほど行われ、バイデンはウクライナに対して5億ドルの追加軍事支援を行うと表明した。
議会下院で共和党が多数派となり、アメリカの世論で支援反対が広がる中で、ウクライナへの支持を示し、各国の結束を高める狙いがあったとされ、21日に年次教書演説を控えていたプーチンの機先を制する形となった。
バイデンの訪問に対してアメリカ国内で様々な反応が起こり、各党の基本方針により反応が分かれていた。現代において在任中のアメリカ大統領がアメリカ軍の管理下にない戦地を訪問したのは初めてであり、南北戦争下のエイブラハム・リンカーン以来とされる。アメリカ国防総省とシークレットサービスはバイデンのキーウ訪問に反対していた。

## 背景
2022年2月24日にロシアがウクライナへの大規模な侵攻を開始して以降、アメリカはウクライナの最大の支援国として270億ドル以上の軍事支援を行っている。
アメリカ国防総省とシークレットサービスはバイデンのキーウ訪問に反対し、ポーランドとの国境付近やウクライナ西部のリヴィウで会談が行われるという噂も存在していた。ウクライナ訪問は、下院で多数派となった共和党の一部から支援反対の声が上がり、世論調査でアメリカによるウクライナへの兵器供給に対する支持が弱まっていた頃に行われた。

## ウクライナ訪問
訪問計画は数ヵ月前から極秘に立てられ、2月17日に最終決定された。2月19日午前4時（アメリカ東部時間）にバイデンは極秘にホワイトハウスを出発し、メリーランド州アンドルーズ空軍基地から、途中でドイツのラムシュタイン空軍基地で給油しつつ、ポーランドのジェシュフ＝ヤションカ空港に向かった。この際、アメリカ大統領専用機であるVC-25（ボーイング747）より小型のC-32（ボーイング757）が用いられ、コールサインも大統領が搭乗していることを示す「エアフォースワン」ではなく「SAM060」が用いられた。少数の側近とスタッフのみで編成され、同行するジャーナリスト2人とは秘密保持契約を交わし、訪問予定に関するメールは偽装されたタイトルで送られ、出発に際し携帯電話を預けるように指示され、キーウで返却されたという。
ジェシュフからプシェムィシルに車で移動し、キーウに夜行電車で10時間かけて移動した（侵攻勃発以来、世界中の国家指導者がこの方法でキーウに向かっている。鉄の外交を参照）。キーウに5時間ほど滞在し、大統領専用車ではなく黒のリムジンで市内を移動した。アメリカ側は衝突回避のため訪問前にロシア政府に通知していたことを明らかにしている。

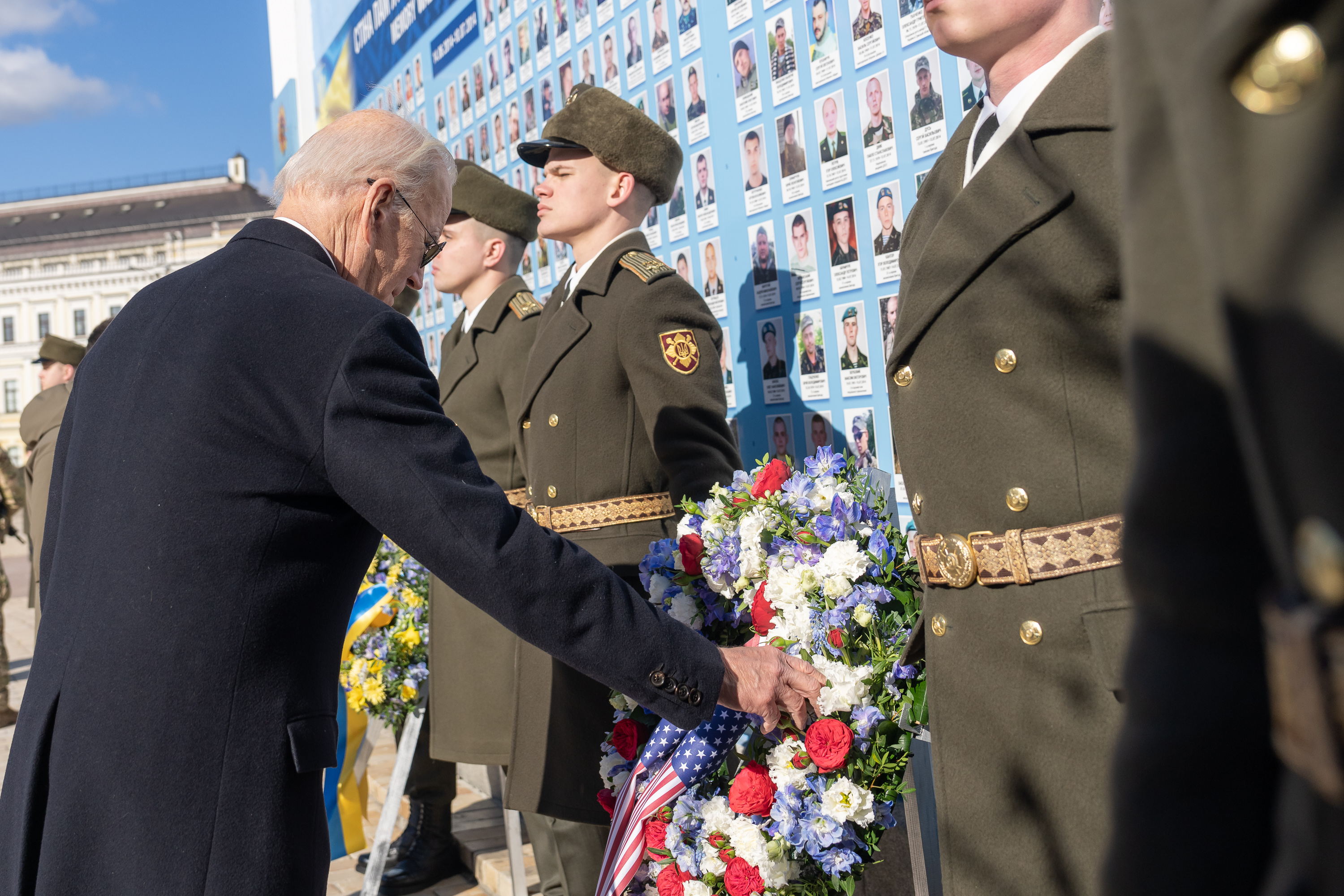
ウクライナのために亡くなった人々の追悼の壁を訪問するバイデン

その後、バイデンはウクライナ大統領ウォロディミル・ゼレンスキーとファーストレディのオレーナ・ゼレンシカと会談した。ウクライナにはアメリカ軍が駐留しておらず、キーウに重要な外交拠点がないため、ホワイトハウスはこのような戦地への訪問は前例のないものとしており、現代においてアメリカ大統領がアメリカ軍の管理下にない戦地を訪問したのは初めてのこととなった。
空襲警報が鳴り響く中で、バイデンとゼレンスキーは屋外を歩き、戦死者の慰霊碑に献花した。
空襲警報は極超音速兵器を載せてベラルーシから離陸したロシアの戦闘機に対するものであったが、バイデンの訪問中にキーウが攻撃されることはなかった。
ウクライナ訪問は予定されていたヨーロッパ訪問に先立って行われたが、バイデンがウクライナに入国した後にホワイトハウスが発表したスケジュールによれば、バイデンはワシントンD.C.に滞在しており、夜にヨーロッパに向けて出発することになっていた。訪問はウクライナの天の百人の英雄の記念日、プーチンによる演説の前日、侵攻勃発から1年が経過する4日前に行われた。アメリカ政府は、バイデンの訪問中にロシアが大陸間弾道ミサイルRS-28の実験に失敗したと考えている。ロシアは実験前にアメリカに通知していた。
ウクライナ訪問後、バイデンはポーランドのワルシャワでブカレスト9との会合に臨み、演説した上で、プーチンが21日の演説で新戦略兵器削減条約の停止を表明したことを非難した。

### ゼレンスキーとの共同記者会見
バイデンとゼレンスキ―はマリア宮殿で共同で記者会見を行った。以下が会談の主な流れ：
バイデン: プーチンの征服戦争は失敗している
ゼレンスキー: プーチンはウクライナが弱く、西側は分裂していると考えていた。彼は私たちが持ちこたえられないと思っていたんだ。だが、今も彼がそう思っているとは思えない。
バイデン: 彼は明らかに間違っていた。1年後もキーウは立っている、ウクライナも立っている、アメリカはあなた方とともにあり、世界もまたあなた方とともにある。
バイデンが、侵攻から2年目に入る中で、ウクライナの首都を訪問する理由を説明し始める
バイデン: 私は、ウクライナ侵攻におけるアメリカの支援について、いかなる疑念も全く持たないことが重要だと考えていた。ウクライナの人々は、過去にほとんどの人々が経験したことのないような方法で立ち上がった。
その後、政府内からも支援に支持を得ていることを強調する

バイデン: 諸問題について議会内で意見が分かれているにもかかわらず、ウクライナへの支援についてはかなりの支持を得ている。これは、ウクライナの自由だけの問題ではない（中略）民主主義全体の自由に関するものだ。

### 軍事支援の表明
バイデンは、ウクライナに対して、HIMARSや榴弾砲、対戦車ミサイルや航空管制用レーダーなどの無償提供を盛り込んだ総額5億ドルの追加軍事支援を行うと表明した。2月20日にアメリカ国防総省からも発表された。

## 反応

### アメリカ国内

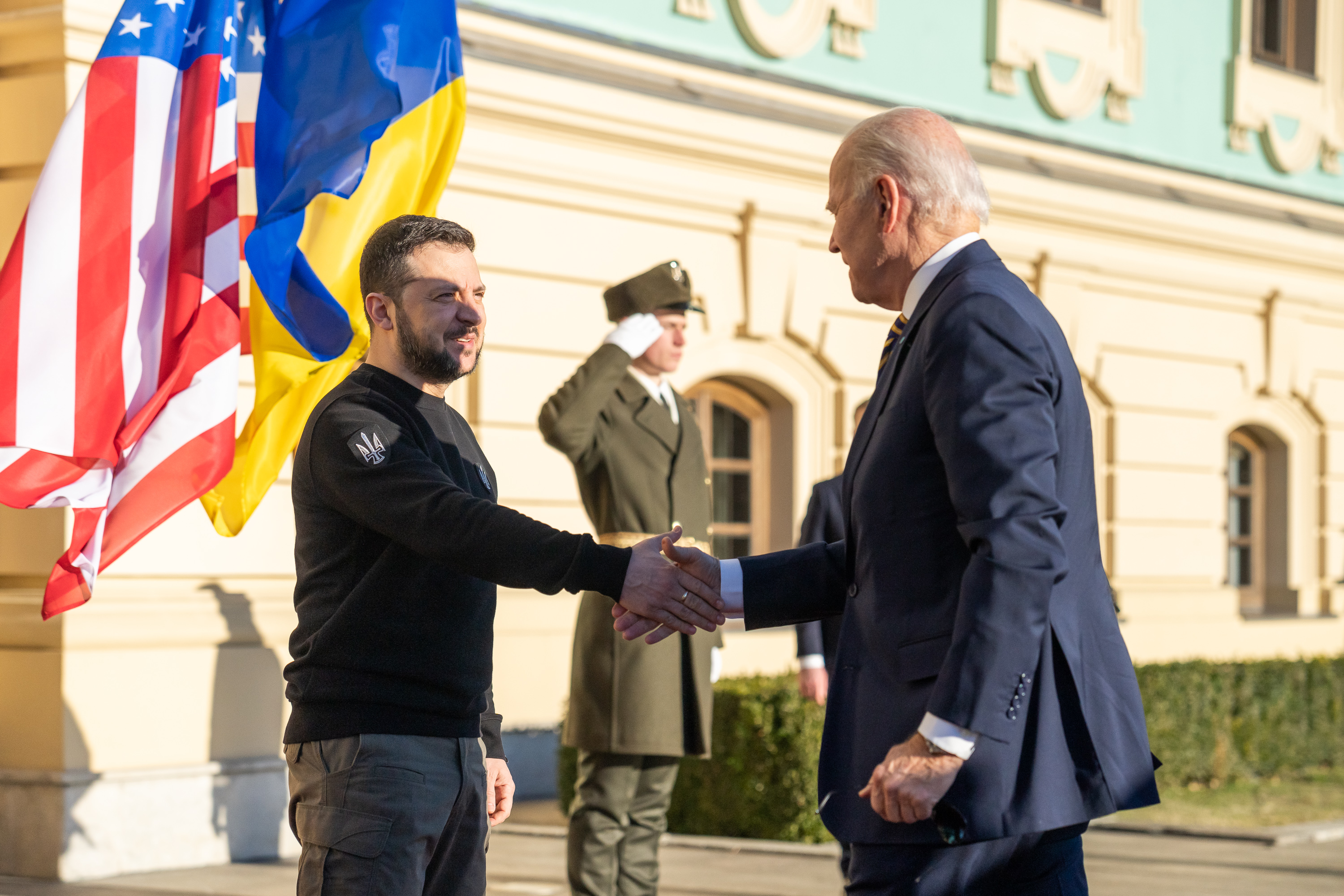
バイデンを出迎えるゼレンスキー（キーウ）

#### メディア
ガーディアンのルーク・ハーディングは、バイデンの訪問がアメリカ大統領が冷戦終結後にヨーロッパ諸国を訪問した中で間違いなく最重要なものであると指摘し、アトランティックのアン・アプルボームは、ロシアだけでなく、ヨーロッパ諸国の指導者や国防省、産業界へのメッセージだったとしている。

#### 政治家
政治学者のエリオット・A・コーエンは、ケネディとレーガンによるベルリンの壁訪問が象徴するものと比較し、強さに取りつかれているプーチンへの悪い知らせとなったとした。共和党員は、アメリカ軍がいない戦地ではなく、メキシコとの国境や、脱線事故が発生したオハイオ州イースト・パレスティーンに向かうべきだったと述べ、バイデンの訪問を批判した。
共和党議員アンディ・オグルス、マージョリー・テイラー・グリーン、マット・ゲーツは、Twitterで非難声明を発したが、民主党議員は、バイデンの行動とウクライナへの支援を称賛した。国家安全保障問題担当大統領補佐官ジェイク・サリバンは、この訪問は我々が断固とした態度を取り続けることを、伝えるだけではなく、示すための取り組みだったと発言した。ホワイトハウスは、訪問先が定期的に攻撃を受けていたため、現代で前例のない訪問であるとしている。

### ウクライナ
ウクライナ側は歴史的な瞬間として訪問を歓迎し、ゼレンスキーはすべてのウクライナ人にとって極めて重要な支援の証であると述べた。ウクライナ大統領府長官アンドリー・イェルマークは、バイデンの訪問に戦略的な効果があるとした。
ウクライナ鉄道のCEOオレクサンドル・カムイシンは、ウクライナ鉄道がこの電車にRail Force One（Air Force Oneのもじり）と命名したと述べ、他の乗客に対して遅延が生じたことを謝罪した。

### ロシア
ロシア元大統領ドミートリー・メドヴェージェフは、バイデンの訪問がこれまでウクライナに送られた大量の兵器と資金を増やす努力であると一蹴し、多くのロシアの軍事評論家から怒りと困惑の声が上がっている。
イーゴリ・ギルキンは、バイデンを「おじいさん」と軽蔑的に呼び、激戦地のバフムートを訪問しても何も起こらないだろうとした。
セルゲイ・マルダンは、ロシアの明らかな屈辱であるとした。バイデンがプーチンより先にキーウを訪問したことに対する皮肉的なコメントが寄せられている。

### 国際社会
ポーランド大統領アンジェイ・ドゥダはバイデンの訪問がウクライナ兵士の士気を高めるものとなったとしている。訪問が報じられた後、日本の首相岸田文雄は、新たにウクライナに対して55億ドルの支援を行うと発表した。官房長官の松野博一は、ウクライナへの連帯を示す動きとして敬意を表すると述べた。

## ギャラリー

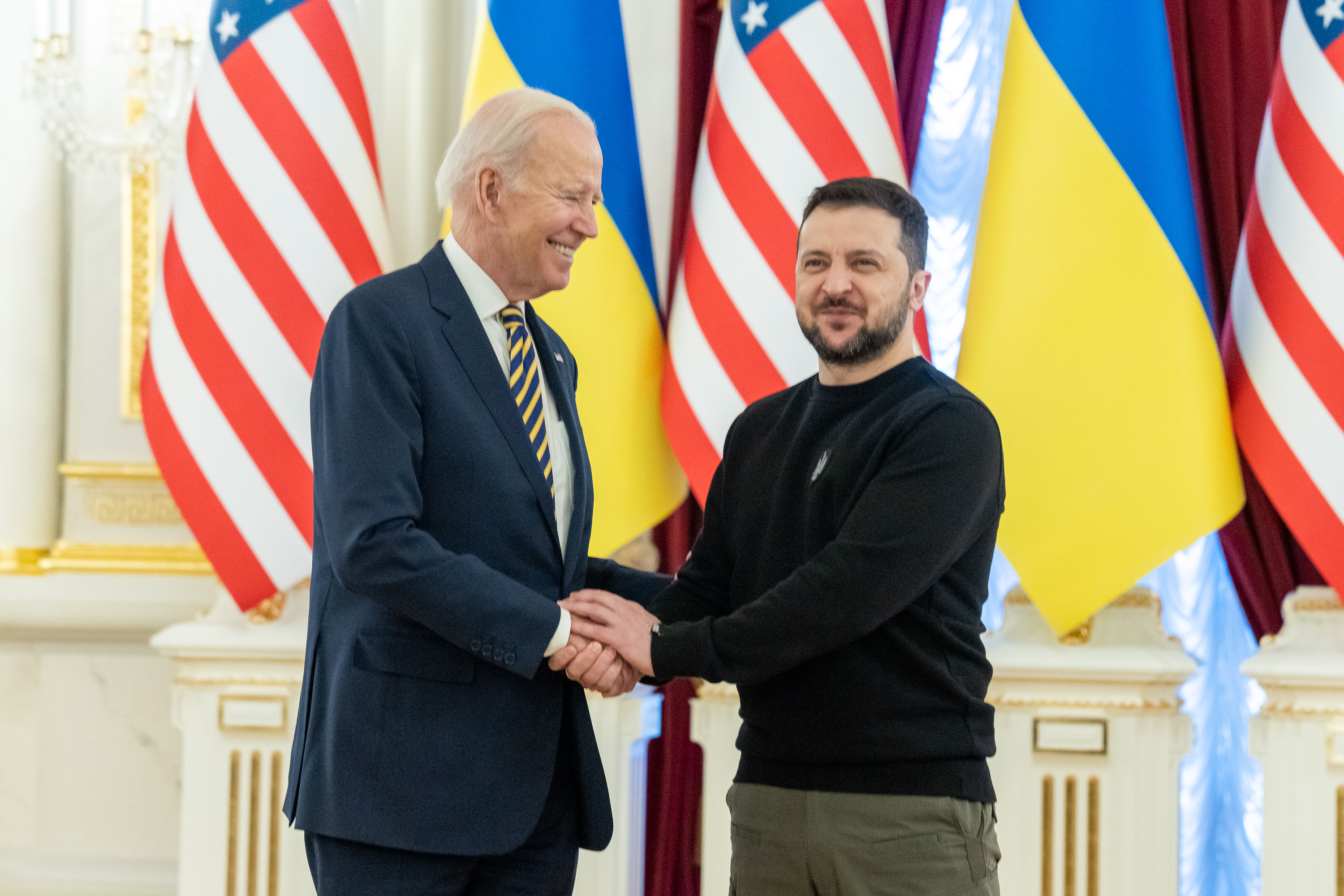
ゼレンスキーと対面するバイデン（2023年）
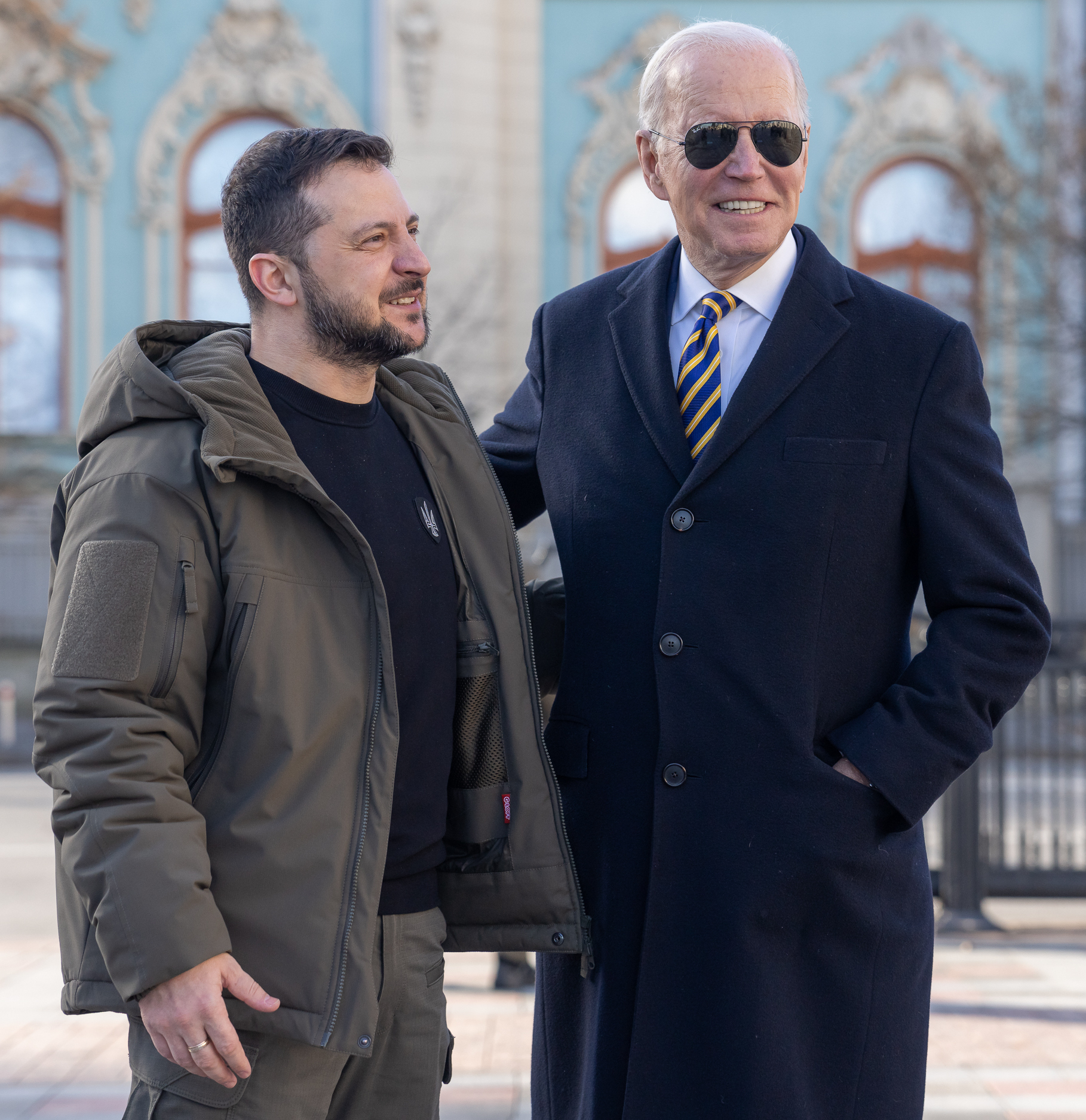
バイデンとゼレンスキー （キーウの聖ムィハイール黄金ドーム修道院の屋外）
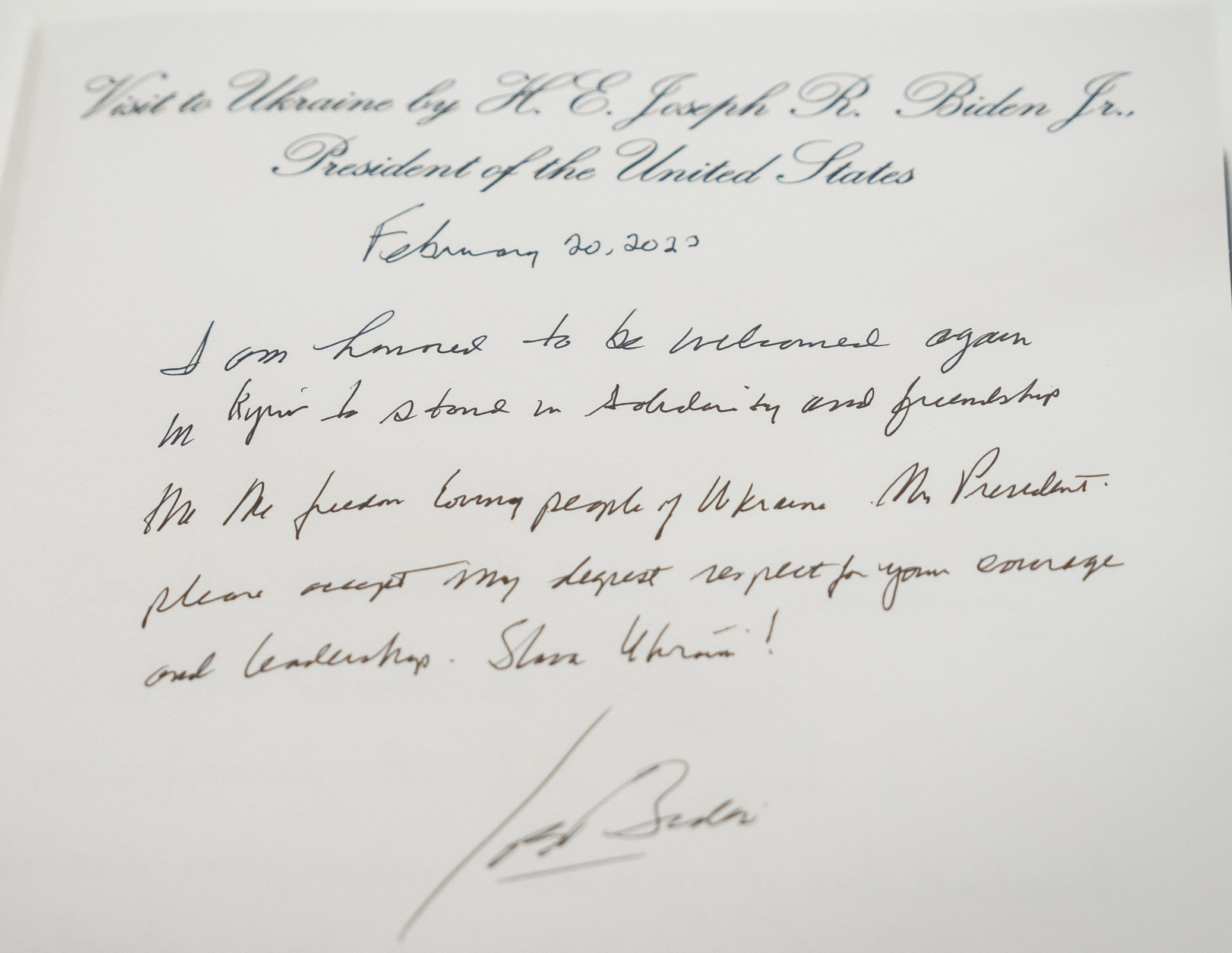
ウクライナに栄光あれ!（Slava Ukraïni!）と書かれたバイデンのメッセージ